# Матиас I (Лотарингия)
Матиас I Добродушни (на френски: Mathieu Ier de Lorraine, le Débonnaire; на немски: Matthäus I, * 1110; † 13 май 1176) от фамилията Дом Шатеноа, е от 1139 до смъртта си херцог на Горна Лотарингия.

## Биография
Той е първият син на херцог Симон I и Аделхайд от Льовен († 1158).
Баща му умира на 13/14 януари 1139 г. и Матиас I става херцог на Горна Лотарингия. Жени се за Берта от Швабия (Хоенщауфен), племенница на крал Конрад III и сестра на по-късния император Фридрих Барбароса.
Матиас I придружава Фридрих Барбароса при много от неговите пътувания, преди всичко през 1155 г. до Рим за императорското короноване от папа Адриан IV. Той участва в боевете на императора и антипапата Виктор IV (II), Октавиано ди Монтичели, против папа Александър III и кралете на Франция и Сицилия. Матиас увеличава владенията си и затова папа Евгений III го отлъчва от църквата.
Матиас I прави големи дарения на църквата и основава множество манастири, между тях абатството Клерле, където той и неговата съпруга са погребани.

## Фамилия
Матиас I се жени ок. 1138, преди 25 март 1139 г., за Берта от Швабия († между 18 октомври 1194 и 25 март 1195), дъщеря на Фридрих II Хоенщауфен, херцог на Швабия, и на Юдит Баварска († 22 февруари 1130/1131), дъщеря на Хайнрих IX Черния, херцог на Бавария от фамилията Велфи и Вулфхилд Саксонска, дъщеря на последния херцог на Саксония Магнус от род Билунги. С нея той има най-малко седем деца:
- Аликс († 1200), ∞ 1165 г. за Хуго III, херцог на Бургундия
- Симон II († 1205), херцог на Лотарингия
- Юдит (* 1140, † 1173); ∞ 1170 Стефан II (Étienne II), граф на Осон
- Фери (Фридрих) I († 1206), граф на Bitche, херцог на Лотарингия
- Матиас († 1208), граф на Тул
- Дитрих IV († 1181), епископ на Мец 1174 – 1179
- дъщеря († млада)